# Disenchantment Bay
Disenchantment Bay – zatoka w południowo-wschodniej Alasce w Stanach Zjednoczonych. Rozciąga się na 16 km w kierunku południowo-zachodnim od ujścia Russel Fiord do przylądka Point Latouche, gdzie uchodzi do zatoki Yakutat Bay. Północno-wschodni kraniec zatoki stanowi czoło Lodowca Hubbard, który w przeszłości w całości ją pokrywał.
Nazwa została nadana w 1792 roku przez Alessandro Malaspinę, który szukał przejścia do Atlantyku. Trafiając na zakończoną lodem zatokę nazwał ją Puerto del Desengano (ang. Disenchantment Bay, pl. „Zatoka Rozczarowania”).
Podczas trzęsienia ziemi 10 września 1899 roku część dna zatoki podniosła się o 14 m. Było to największe odnotowane pionowe przemieszczenie powstałe w wyniku trzęsienia ziemi.